# Iússuf Raíssov
Iússuf Saíd-Magomèdovitx Raíssov (en rus: Юсуф Саид-Магомедович Раисов, txetxè: РаисгӀеран Юсуф, nascut 22 de juny de 1995, Saratov Oblast, Rússia) és un artista marcial mixt rus d'ètnia txetxena. Fou campió de pes ploma en la promotora ACB (Absolute Championship Berkut), és cinturó púrpura en Jujutsu brasiler i mestre d'esports en ARB i combat sambo.
En començar la Primera guerra de Txetxèna, els pares d'en Iússuf van abandonar Txetxènia i van anar a viure a la ciutat d'Engels a l'Oblast de Saratov. De petit començà a practicar karate, lluita lliure, combat cos a cos, i després va passar a combat sambo.
Iússuf va fer el seu debut en les MMA en la promotora txetxena Absolute Championship Berkut (ABC) ara anomenada Absolute Championship Akhmat (ACA).